# 堺市立大浜中学校
堺市立大浜中学校（さかいしりつ おおはま ちゅうがっこう）は、大阪府堺市堺区にある公立中学校。

## 沿革
学制改革と同時の1947年（昭和22年）に、堺市立第四中学校として発足した。堺市（1947年当時の市域）で最初に設置された市立中学校9校のうちの1校でもある。
開校当初の通学区域は、堺市立英彰小学校・堺市立湊小学校・堺市立南旅籠小学校の3校の校区だった。当初は堺市立高等女学校に校舎を置いたが、1947年（昭和22年）9月に堺市立英彰小学校内に移転したのち、1949年（昭和24年）に現在地に移転している。
1950年代には自主的な取り組みとして、夜間学級を開設していた。夜間学級は当時、堺市で唯一の取り組みだったが、1960年頃までに自然消滅している。

### 年表
- 1947年4月21日 - 堺市立第四中学校として開校。
- 1947年9月13日 - 堺市立英彰小学校内へ移転。
- 1948年5月10日 - 堺市教育委員会から、社会科の研究校に指定される。
- 1949年11月13日 - 堺市大浜南町92番地（現在地・当時の住所表示）へ移転。
- 1950年4月1日 - 堺市立大浜中学校と改称。
- 1950年5月1日 - 堺市教育委員会から、保健体育科の研究校に指定される。
- 1961年9月16日 - 第2室戸台風で学校被災。

## 通学区域
- 堺市立英彰小学校と堺市立新湊小学校の通学区域。

## 出身者
- 伊佐嘉矩 - 十種競技選手
- 大崎悟史 - 陸上競技長距離走・マラソン元選手、現指導者
- まちゅ - お笑いタレント
- 甲斐行夫-検事総長

## 交通
- 南海本線湊駅から北へ7分
- 阪堺電気軌道阪堺線御陵前停留場から北西へ10分
- 大浜南町バス停
  - 南海本線堺駅前2番乗り場中回り（栄泰橋経由・工業学校前経由）
  - 南海高野線堺東駅前2番乗り場中回り（栄泰橋経由・工業学校前経由）